# Alicia Álamo Bartolomé
Alicia de Lourdes Álamo Bartolomé (El Paraíso, Caracas, Venezuela, 13 de enero de 1926) es una arquitecta, periodista, actriz, dramaturga, académica, profesora y gestora cultural venezolana. Falleció en  Caracas, 26 de julio de 2025

## Biografía
Alicia Álamo nació el 13 de enero de 1926 en la ciudad de Caracas; sus padres fueron el político e historiador Antonio Álamo Dávila y la poeta Higinia Bartolomé Villegas. A los 10 años de edad se tuvo que ir con su familia a San José de Costa Rica por el exilio de su padre bajo el gobierno del general Eleazar López Contreras. El 13 de enero de 1937, el día de su cumpleaños número 11, realizó su primera comunión la Capilla del Sagrario de la Catedral de San José de Costa Rica.
Al volver del exilio en 1941, estuvo un año en Barquisimeto y luego se mudaron a la capital donde término su bachillerado en el Colegio José de Tarbes, para así, comenzar su etapa universitaria estudiando arquitectura en la Universidad Central de Venezuela. [cita requerida]
En 1952, a pocos meses de terminar su carrera, comenzaron unos rumores que iban a cerrar la UCV y nombrarían un nuevo rector; es por eso que le recomendaron terminar lo más rápido que pueda el trabajo de grado para graduarse y el arquitecto Tomas José Sanabria le dio una idea a Álamo de hacer su tesis sobre una gran casa estilo colonial de una hacienda de tabaco. Pero no pudo llegar a la fecha límite por la premura del acto de graduación (29 de septiembre de 1951) y el supuesto cierre de la Universidad. Al final, logró terminar su trabajo de grado y el 18 de diciembre de 1951, en la Secretaría de la UCV, a puerta cerrada con sólo siete personas por familia como acompañantes, a Tubal Farías —el otro a quien le habían rechazado la tesis— y Alicia Álamo le impuso la medalla de graduación el nuevo rector: el médico Dr. Julio García Álvarez; siendo la segunda mujer graduada en la facultad de Arquitectura de la Universidad Central de Venezuela. Al poco tiempo, se inscribe en la Asociación Venezolana de Arquitectura con el número 24.
Sus primeros trabajos fueron en la Dirección de Urbanismo del Ministerio de Obras Públicas, y fue la primera arquitecto de la Fundación de la Vivienda Popular, creada por Eugenio Mendoza para construir casas económicas de interés social; luego como profesora de humanidades en la Facultad de Arquitectura de la Universidad Central de Venezuela. En la década de 1960, estudio periodismo en la Universidad Central de Venezuela; obteniendo la licenciatura en periodismo.[cita requerida]
Comenzó a actuar con un grupo amateur en el Teatro Bolsillo de la Alianza Francesa, gracias a una invitación de su cuñado en 1963; La cual su debut teatral fue una obra en español de Víctor Ruiz Iriarte que se llama Juego De Niños. Luego, en 1967 vino Natalia Silva, actriz venezolana a quien conocía por lazos familiares, la llamo y dijo que iba a montar la obra La Tercera Palabra de Alejandro Casona; y si quería que yo participara, aceptó la invitación de Silva.
Entre 1979 y 1981 fue directora de cultura de la Gobernación del Distrito Federal y presidenta del Comité Ejecutivo de Fundarte, y estando en esa posición la nombraron jurado del Premio CONAC de Dramaturgia Santiago Magariños, junto con América Alonso.[cita requerida]
Escribe su primera pieza, junto con América -que no llegó a montarse- se me ocurrió crear una obra sobre San Juan de la Cruz; Lo llamo “Juan de la noche” y decidió enviarla al concurso de la Asociación Venezolana de Profesionales del Teatro, que ganó. [cita requerida]
Su seudónimo era In memoriam, y como la entrega coincidió con la muerte de Miguel Otero Silva, pareció que le había dedicado la obra. Esa pieza se montó por primera vez en 1987, dirigida por Ugo Ulive y protagonizada por Omar Gonzalo.[cita requerida]
En 1992 tuvo un segundo montaje donde debutó como actor Luigi Sciamanna.[cita requerida]
Fue la decana fundadora del Decana de la Facultad de Ciencias de la Comunicación y la Información de la Universidad Monteávila en 1999 bajo engaño, porque no encontraban una persona con un cargo de experiencia.